# Aki Kaurismäki
Aki Olavi Kaurismäki, född 4 april 1957 i Orimattila, är en finländsk filmregissör, manusförfattare och skådespelare.
Kaurismäki inledde sin karriär som skådespelare i sin bror Mika Kaurismäkis film Lögnaren (1981). Hans första film som regissör var Brott och straff (1983), baserad på Fjodor Dostojevskijs roman med samma titel. Kaurismäki har fått internationell ryktbarhet för flera av sina filmer, och fick för Mannen utan minne (2002) bland annat Juryns stora pris vid filmfestivalen i Cannes 2002 samt en Oscarsnominering i kategorin "bästa utländska film" inför Oscarsgalan 2003. I protest mot USA:s krigföring i Irak vägrade Kaurismäki dock att delta vid Oscarsgalan, och därmed kunde han inte komma i fråga för vinst i kategorin. Kaurismäki bojkottade av olika anledningar även Oscarsgalan 2007 och 2018.
Många av de finska dialogerna i hans filmer är av korrekt litterärt språk, vilket är relativt sällsynt i verkligheten. Vanligt återkommande skådespelare i hans filmer är Matti Pellonpää, Markku Peltola, Kati Outinen och Kari Väänänen.

## Filmografi

### Som regissör
Långfilmer
- 1981 – Saimen-fenomenet (Saimaa-ilmiö; tillsammans med Mika Kaurismäki)
- 1983 – Brott och straff (Rikos ja rangaistus)
- 1985 – Calamari Union
- 1986 – Skuggor i paradiset (Varjoja paratiisissa)
- 1987 – Hamlet i affärsvärlden (Hamlet liikemaailmassa)
- 1988 – Ariel
- 1989 – Leningrad Cowboys Go America
- 1989 – Likaiset kädet (TV-film)
- 1990 – Flickan från tändsticksfabriken (Tulitikkutehtaan tyttö)
- 1990 – I Hired a Contract Killer
- 1992 – Bohemernas liv (La Vie de bohème)
- 1994 – Tatjana (Pidä huivista kiinni, Tatjana)
- 1994 – Leningrad Cowboys Meet Moses
- 1994 – Total Balalaika Show
- 1996 – Moln på drift (Kauas pilvet karkaavat; första delen i Kaurismäkis Finlandstrilogi)
- 1999 – Juha
- 2002 – Mannen utan minne (Mies vailla menneisyyttä; andra delen i trilogin)
- 2006 – Ljus i skymningen (Laitakaupungin valot; tredje delen i trilogin)
- 2011 – Mannen från Le Havre (Le Havre)
- 2017 – Ljus i natten (Toivon tuolla puolen)
- 2023 – Höstlöv som faller (Kuolleet lehdet)

Kortfilmer
- 1986 – Rocky VI
- 1987 – Thru the Wire
- 1987 – Rich Little Bitch
- 1992 – Those Were the Days
- 1992 – These Boots
- 1996 – Employment Agent (Välittäjä)
- 2002 – Ten Minutes Older: The Trumpet (delen "Dogs Have No Hell")
- 2004 – Visions of Europe (delen "Bico")
- 2007 – Chacun son cinéma (kortfilmen La Fonderie)
- 2012 – Centro Histórico (delen "Tavern Man")
- 2013 – Juice Leskinen & Grand Slam: Bluesia Pieksämäen asemalla (dokumentär)

### Som skådespelare
- 1981 – Lögnaren (Valehtelija)
- 1982 – De värdelösa (Arvottomat)
- 1983 – April är grymmast av månader (Huhtikuu on kuukausista julmin)
- 1983 – Apans år (Apinan vuosi)
- 1985 – Viimeiset rotannahat
- 1985 – Calamari Union
- 1986 – Skuggor i Paradiset (Varjoja paratiisissa)
- 1990 – I Hired a Contract Killer
- 1994 – Leningrad Cowboys Meet Moses
- 1994 – Iron Horsemen
- 1996 – Mustasilmä-Susanna ja lepakkoluolan aarre
- 2004 – Aaltra
- 2015 – Vandaleyne (cameo)